# فشل قاتل (استراتيجية)

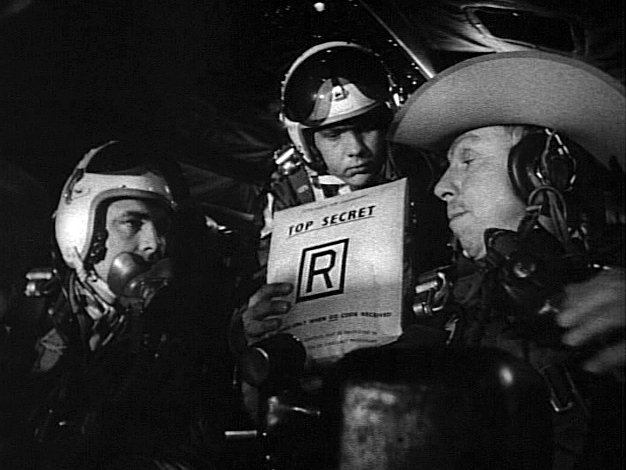

الفشل القاتل هو مفهوم في الاستراتيجية العسكرية النووية التي تشجع على الردع من خلال ضمان استجابة فورية تلقائية وساحقة للهجوم وقد صاغ مصطلح الفشل القاتل على أنه تباين للآمان الفاشل.

## الاستخدام العسكري
العملية الفاشلة المميتة هي مثال على إستراتيجية الضربة الثانية حيث إن السياسات والإجراءات التي تتحكم في الضربة الانتقامية تخول الإطلاق حتى إذا تم بالفعل تحييد هيكل القيادة والسيطرة الحالي من خلال الضربة الأولى. إن الفعالية الرادعة لمثل هذا النظام يعتمد بوضوح على امتلاك الدول النووية الأخرى لمعرفتها المسبقة بها على سبيل المثال استخدم الاتحاد السوفياتي نظام فاشل مميت يعرف باسم اليد الميتة.